# Enrico Marrucci
Enrico Marrucci (Pisa, 5 ottobre 1946) è un politico italiano.

## Biografia
Presidente della Legacoop del Veneto; impegnato in politica nel Partito Comunista Italiano, di cui ricopre anche il ruolo di segretario provinciale a Venezia dal 1975 al 1982 e di vice segretario regionale veneto.
Viene eletto alla Camera dei deputati nel 1983 con il PCI nella Circoscrizione Venezia-Treviso, restando a Montecitorio fino al termine della legislatura nel 1987.
È il padre del giornalista di Report Giuliano Marrucci.